# Гленналлен (Аляска)
Гленналлен (англ. Glennallen) — переписна місцевість (CDP) в США, в окрузі Вальдес-Кордова штату Аляска. Населення — 439 осіб (2020).

## Географія
Гленналлен розташований за координатами 62°8′48″ пн. ш. 145°48′2″ зх. д. / 62.14667° пн. ш. 145.80056° зх. д. (62.146581, -145.800479).  За даними Бюро перепису населення США в 2010 році переписна місцевість мала площу 299,41 км², з яких 298,04 км² — суходіл та 1,37 км² — водойми.

### Клімат
| Клімат : Гленналлен                     | Клімат : Гленналлен | Клімат : Гленналлен | Клімат : Гленналлен | Клімат : Гленналлен | Клімат : Гленналлен | Клімат : Гленналлен | Клімат : Гленналлен | Клімат : Гленналлен | Клімат : Гленналлен | Клімат : Гленналлен | Клімат : Гленналлен | Клімат : Гленналлен | Клімат : Гленналлен |
| Показник                                | Січ.                | Лют.                | Бер.                | Квіт.               | Трав.               | Черв.               | Лип.                | Серп.               | Вер.                | Жовт.               | Лист.               | Груд.               | Рік                 |
| Середній максимум, °C                   | −15,4               | −9,3                | −1,1                | 6,8                 | 14,2                | 19,7                | 21,4                | 19,2                | 12,9                | 2,3                 | −9,6                | −13,7               | 3,9                 |
| Середній мінімум, °C                    | −27,4               | −23,8               | −18,1               | −7,9                | −1,3                | 3,8                 | 6,1                 | 3,7                 | −1,2                | −9,4                | −20,8               | −25,3               | −10,2               |
| Норма опадів, мм                        | 14                  | 14                  | 9                   | 6                   | 15                  | 37                  | 42                  | 42                  | 29                  | 25                  | 18                  | 31                  | 282                 |
| --------------------------------------- | ------------------- | ------------------- | ------------------- | ------------------- | ------------------- | ------------------- | ------------------- | ------------------- | ------------------- | ------------------- | ------------------- | ------------------- | ------------------- |
| Джерело: Glenallen, Alaska weather data |                     |                     |                     |                     |                     |                     |                     |                     |                     |                     |                     |                     |                     |

## Демографія
Згідно з переписом 2010 року, у переписній місцевості мешкали 483 особи в 203 домогосподарствах у складі 115 родин. Густота населення становила 2 особи/км².  Було 336 помешкань (1/км²).
Расовий склад населення:
| - 77,4 % — білих - 7,7 % — корінних американців - 2,1 % — вихідців з тихоокеанських островів - 0,6 % — азіатів - 0,4 % — чорних або афроамериканців |

До двох чи більше рас належало 11,4 %. Частка іспаномовних становила 1,4 % від усіх жителів.
За віковим діапазоном населення розподілялося таким чином: 24,0 % — особи молодші 18 років, 66,5 % — особи у віці 18—64 років, 9,5 % — особи у віці 65 років та старші. Медіана віку мешканця становила 35,8 року. На 100 осіб жіночої статі у переписній місцевості припадало 102,9 чоловіків;  на 100 жінок у віці від 18 років та старших — 107,3 чоловіків також старших 18 років.
Цивільне працевлаштоване населення становило 193 особи. Основні галузі зайнятості: освіта, охорона здоров'я та соціальна допомога — 61,7 %, роздрібна торгівля — 11,4 %, оптова торгівля — 5,7 %, науковці, спеціалісти, менеджери — 5,7 %.